# Scutellidium strigosum
Scutellidium strigosum is een eenoogkreeftjessoort uit de familie van de Tisbidae. De wetenschappelijke naam van de soort is voor het eerst geldig gepubliceerd in 1969 door Pallares.